# Пожарная охрана в России
Пожарная охрана в России подразделяется на следующие виды (численность подразделений пожарной охраны в России по данным МЧС России на март 2010):
- государственная противопожарная служба
  - договорные формирования — 16 тысяч человек (договорными могут быть части федеральной и службы субъектов);
  - федеральная противопожарная служба — 150 тыс. человек;
  - противопожарная служба субъектов — 52 тыс. человек;
- муниципальная пожарная охрана — 13 тыс. человек;
- ведомственная пожарная охрана — 36 тыс. человек;
- частная пожарная охрана — 7 тыс. человек;
- добровольная пожарная охрана — более 70 тыс.[2].

## История
В 1472 году Великий князь Иван III, во главе царской дружины участвовавший в тушении пожара в Москве и получивший на нём ожоги, издал указ о мерах пожарной безопасности в городе.
При нём же в 1504 году в Москве создана первая пожарно-сторожевая охрана.
В 1549 году царь Иван Грозный издал специальный указ о мерах противопожарной защиты в городах.
В 1624 году в России организована первая специализированная пожарная команда.
Весной 1649 года царь Алексей Михаилович издал «Наказ о градском благочинии», содержащий основные положения, присущие пожарной охране: определены её штатный состав, техническое обеспечение, источники финансирования, установлено постоянное дежурство, предусмотрено наказание жителей за нарушения правил обращения с огнём. Эти положения распространились на все города России.

### Российская империя
В Российской империи успешно функционировало «Императорское российское пожарное общество», под патронажем которого было создано общество «Голубой Крест», которое оказывало всевозможную поддержку пожарным пострадавшим при выполнении должностных обязанностей; если пожарный погибал, то помощь оказывалась членам его семьи.
В 1892 году было 590 постоянных пожарных команд, добровольных (вольных): городских — 250, сельских — 2026, заводских — 127, военных — 13, частных — 12, железнодорожных — 2.

### СССР
17 апреля 1918 года уже в Советской России издан Декрет «Об организации государственных мер борьбы с огнём».
4 мая 1921 года в соответствии с постановлением Совета Труда и Обороны РСФСР «Об организации дежурных пожарных поездов» с 15 мая по 1 ноября 1921 г. НКВД РСФСР и НКПС РСФСР организовывали и ввели в действие 7 дежурных пожарных поездов (места стоянки: Москва, Бологое, Вологда, Смоленск, Курск, Самара, Екатеринбург). Для осуществления этих мероприятий было выделено 500 млн рублей.
К 1927 году разнородность в обмундировании и знаках различия в республиках практически сходит на нет и в качестве образца для введения надолго приходит форма пожарных РСФСР. Обеспечение пожарной охраны осуществлялось как профессиональными, так и добровольными пожарными дружинами (1927—1932), подчинявшимися НКВД РСФСР.
В 1930 году проведена военизация пожарной охраны транспорта, на базе которой создана военизированная пожарная охрана НКПС СССР.
Срок службы военизированного состава составлял не менее двух лет.
В конце 1930 года Главное управление коммунального хозяйства и управление милиции были выделены из состава НКВД и переданы в непосредственное подчинение СНК РСФСР. 4 марта 1931 г. СНК РСФСР издаёт документ о централизации пожарной охраны республики. Ведомственными остались: пожарная охрана НКПС, Военно-Морского Флота и Народного Комиссариата водного транспорта.
20 июля 1931 г. Постановлением ВЦИК и СНК РСФСР пожарная охрана передана в Народный комиссариат коммунального хозяйства (НККХ). Центральный пожарный отдел (ЦПО) НКВД преобразован в Центральное Управление пожарной охраны (ЦУПО) НККХ.
Одновременно с переводом пожарной охраны в ведение НККХ для защиты стратегических объектов при ОГПУ организуется военизированная пожарная охрана.
В 1934 году в составе НКВД СССР было образовано Главное управление пожарной охраны. Обеспечением противопожарной безопасности в населенных пунктах занималась Городская пожарная охрана, на предприятиях и транспорте — ведомственная. Для охраны пожароопасных и особо важных промышленных объектов и крупных административных центров создана военизированная Пожарная охрана НКВД.
В 1936 году утверждено Положение о Государственном пожарном надзоре.
В годы Великой Отечественной войны пожарная охрана стала своеобразным щитом, обороняющим от огня военные объекты, критически важные объекты, населенные пункты. В первые месяцы войны основную тяжесть борьбы с пожарами, возникавшими при налетах вражеской авиации, пришлось выдерживать городским профессиональным пожарным командам. Многие огнеборцы сражались с врагом в партизанских отрядах.
Писатель Николай Тихонов:

В самых тяжелых условиях в таких городах-героях, как Ленинград, Сталинград, Смоленск, Севастополь, Одесса, пожарные были непосредственно в бою. Они были родом войск, который принес огромную помощь Красной Армии. В летописях пожарной славы записаны сотни и сотни имен героев, дела которых являются поучением для новых поколений пожарной охраны.

Орденами и медалями были награждены свыше 31 тыс. человек. Известно о 35 защитниках Отечества, до войны работавших в пожарной охране или ушедших на фронт из пожарной охраны, которые были удостоены звания Героя Советского Союза.
В первые послевоенные годы восстановились и приступили к производству пожарной техники Московский, Горьковский, Варгашинский, Грабовский, Новоторжский автозаводы, Ливенский и Запорожский заводы по производству мотопомп. Было принято решение, положившее начало техническому перевооружению пожарной охраны страны.
В 1957 году открылся факультет инженеров противопожарной техники и безопасности при Высшей школе МВД СССР.
В крупных городах были образованы пожарно-испытательные станции.
С 1966 года руководство пожарной охраной осуществляло МВД СССР, в состав которого входили Государственный пожарный надзор, осуществлявший работу по профилактике пожаров на строящихся и эксплуатируемых зданиях и сооружениях, а также подразделения военизированной пожарной охраны и профессиональной пожарной охраны, которые тушили пожары в городах, на промышленных и других объектах народного хозяйства. Некоторые министерства и ведомства (например, Министерство путей сообщения СССР, Министерство лесного хозяйства, Главнефтеснаб) имели собственную ведомственную пожарную охрану.
Военизированная пожарная охрана организовывалась в городах, являющихся важнейшими административными центрами СССР, а также на промышленных и других объектах, имеющих особо важное значение или повышенную пожаро- и взрывоопасность. Профессиональная пожарная охрана создавалась в городах, поселках городского типа, районных центрах, а также на объектах народного хозяйства.
С 1965 года части и подразделения военизированной пожарной охраны Москвы стали комплектоваться из лиц, призванных на действительную военную службу.
На 1990 год военизированная и профессиональная пожарная охрана МВД СССР, охраняла предприятия, организации, учреждения на основании договора за их счет.
МВД РСФСР в 1991 г. образовало аварийно-спасательные структуры в составе подразделений военизированной пожарной охраны, обеспечив создание единой противопожарной и аварийно-спасательной службы.

### Российская Федерация
- Государственная противопожарная служба Министерства внутренних дел Российской Федерации;
- Государственная противопожарная служба Министерства Российской Федерации по делам гражданской обороны, чрезвычайным ситуациям и ликвидации последствий стихийных бедствий (с 30 июля 2002 года[18]);
- Государственная противопожарная служба (с 1 января 2005 года[19])
  - федеральная противопожарная служба Государственной противопожарной службы[20];
  - противопожарная служба субъектов Российской Федерации.

## По регионам
- Почтовая марка СССР, 1968 год. 50 лет советской пожарной охранеПожарная охрана Москвы
- Специализированная пожарная часть № 17 Архангельска входит в состав Архангельской областной службы спасения[21].

## Учебные заведения
- Академия государственной противопожарной службы МЧС России
- Санкт-Петербургский университет Государственной противопожарной службы МЧС России
- Сибирская пожарно-спасательная академия Государственной противопожарной службы МЧС России
- Уральский институт Государственной противопожарной службы МЧС России
- Ивановская академия Государственной противопожарной службы МЧС России
- Санкт-Петербургский центр подготовки спасателей

## Музеи и памятники
- В Саратове на Соборной площади в здании МЧС — Музей пожарной охраны. А возле здания установлен памятник пожарному в старинном мундире — Брандмейстер Саратова.
- Музей «Пожарная охрана Симбирска-Ульяновска» (ул. Ленина, 43)
- 28 апреля 2018, в год 100-летия Советской пожарной охраны и в преддверии Дня пожарной охраны России, на территории 4-й пожарно-спасательной части Йошкар-Олы по адресу ул. Героев Сталинградской Битвы, д. 12 открыт памятник; представляет собой отреставрированный раритетный мотоцикл «Урал» с мотопомпой МП-800, которые использовались в работе пожарной охраны в 60-80-е гг. XX века.
- В Грозном установлен Памятник пожарным, погибшим при тушении пожаров от налётов фашистской авиации на Грозный.